# Jean Baudlot
Jean Baudlot (Saint-Ouen-sur-Seine, 16 februari 1947 - Rueil-Malmaison, 24 maart 2021) was een Franse componist.

## Biografie
Baudlot begon zijn carrière als componist in 1972. Hij werkte met verschillende bekende artiesten samen, zoals Richard Clayderman, Michèle Torr en Joe Dassin. In 1979 componeerde hij de Monegaskische inzending voor het Eurovisiesongfestival 1979, die hij bovendien zelf zong onder het pseudoniem Laurent Vaguener. Met Notre vie c'est la musique eindigde hij op de zestiende plek. In 1984 zou hij nogmaals een nummer uitbrengen onder de artiestennaam Laurent Vaguener.
Vanaf eind jaren tachtig ging hij zich toeleggen op het componeren van muziek voor computerspellen. In de jaren 2000 componeerde hij ook enkele malen muziek voor televisieseries.

## Discografie

### Computerspellen
- Operation Wolf (1987)
- Bad Dudes (1988)
- Beach Volley (1989)
- James Bond: The Stealth Affair (1990)
- Cruise for a Corpse (1991)
- Flashback (1992)

- Bibliothèque nationale de France: cb14077624h (data)
- International Standard Name Identifier: 0000 0001 1952 5227
- Library of Congress Control Number: no2009085141
- Nationale Bibliotheek van Letland: 000205828
- MusicBrainz: e6574341-541f-4a47-9ee4-0ddd26bcba9d
- Système universitaire de documentation: 081207956
- Virtual International Authority File: 90504824
- WorldCat: E39PBJjT39dFtHHjyjmQFTMgKd

1959: Jacques Pills · 
1960: François Deguelt · 
1961: Colette Deréal · 
1962: François Deguelt · 
1963: Françoise Hardy · 
1964: Romuald · 
1965: Marjorie Noël · 
1966: Tereza · 
1967: Minouche Barelli · 
1968: Line & Willy · 
1969: Jean-Jacques · 
1970: Dominique Dussault · 
1971: Séverine · 
1972: Anne-Marie Godart & Peter McLane · 
1973: Marie · 
1974: Romuald · 
1975: Sophie · 
1976: Mary Christy · 
1977: Michèle Torr · 
1978: Caline & Olivier Toussaint · 
1979: Laurent Vaguener · 
2004: Märyon · 
2005: Lise Darly · 
2006: Séverine Ferrer